# Саут-Гленс-Фоллс (Нью-Йорк)
Саут-Гленс-Фоллс (англ. South Glens Falls) — селище (англ. village) в США, в окрузі Саратога штату Нью-Йорк. Населення — 3744 особи (2020).

## Географія
Саут-Гленс-Фоллс розташований за координатами 43°17′40″ пн. ш. 73°38′1″ зх. д. / 43.29444° пн. ш. 73.63361° зх. д. (43.294410, -73.633636).  За даними Бюро перепису населення США в 2010 році селище мало площу 3,86 км², з яких 3,52 км² — суходіл та 0,34 км² — водойми.

## Демографія
Згідно з переписом 2010 року, у селищі мешкало 3518 осіб у 1600 домогосподарствах у складі 872 родин. Густота населення становила 911 осіб/км².  Було 1691 помешкання (438/км²).
Расовий склад населення:
| - 97,1 % — білих - 1,0 % — чорних або афроамериканців - 0,5 % — азіатів - 0,1 % — корінних американців |

До двох чи більше рас належало 0,9 %. Частка іспаномовних становила 2,0 % від усіх жителів.
За віковим діапазоном населення розподілялося таким чином: 21,0 % — особи молодші 18 років, 63,1 % — особи у віці 18—64 років, 15,9 % — особи у віці 65 років та старші. Медіана віку мешканця становила 40,4 року. На 100 осіб жіночої статі у селищі припадало 90,2 чоловіків;  на 100 жінок у віці від 18 років та старших — 89,3 чоловіків також старших 18 років.
Середній дохід на одне домашнє господарство  становив 49 937 доларів США (медіана — 44 418), а середній дохід на одну сім'ю — 62 296 доларів (медіана — 52 010). Медіана доходів становила 32 486 доларів для чоловіків та 28 859 доларів для жінок. За межею бідності перебувало 10,0 % осіб, у тому числі 16,3 % дітей у віці до 18 років та 7,1 % осіб у віці 65 років та старших.
Цивільне працевлаштоване населення становило 1933 особи. Основні галузі зайнятості: освіта, охорона здоров'я та соціальна допомога — 20,8 %, виробництво — 14,7 %, мистецтво, розваги та відпочинок — 13,9 %.